# 謝貝利河

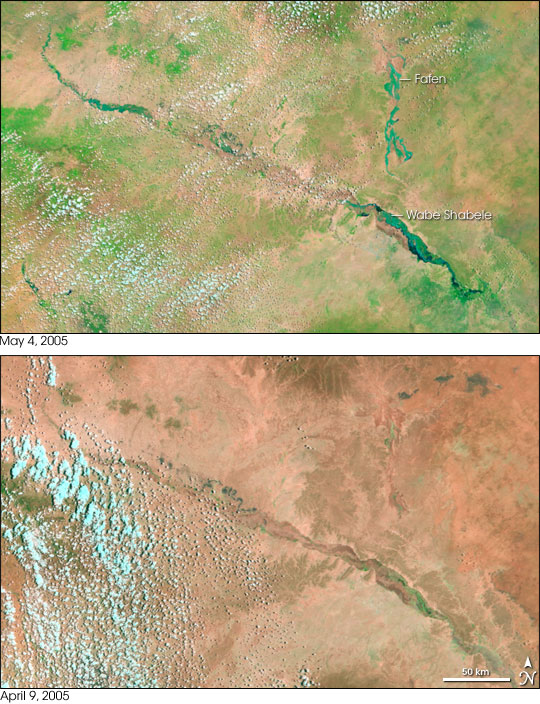
在2005年氾濫後（上圖）和氾濫前（下圖）的謝貝利河衛星圖片

謝貝利河（Shebelle River）在埃塞俄比亞的高地發源，向東南方流至索馬里的摩加迪沙附近，在摩加迪沙轉向西南方流，並因雨量稀少而變成季節河。多數時候河流消失於朱巴河口附近地區；少數雨量豐富的年份，會注入朱巴河。謝貝利在索馬里語中意思是「豹」。
根據埃塞俄比亞中央統計局資料，謝貝利河全長1,130公里，其中1,000公里在埃塞俄比亞境內，其餘部分在索馬里境內。索馬里的中謝貝利州和下謝貝利州均是以此河命名。

## 支流
謝貝利河有數條支流，季節性河流或常流河都有，包括了：
- 埃雷爾河
- 加萊蒂河
- 瓦必河
- 法凡河：此條河只有謝貝利河氾濫時才會互相連接，否則水量都不足以連接謝貝利河

## 歷史
謝貝利河的水源處被阿魯西奧羅莫族和悉達摩文族視為聖地，該地有著以檜樹木頭(所圍繞的聖所，並於1951年時，為阿魯西地區的回教徒所保護著。
1989年時在蘇聯工程師的幫助之下，人們於貝爾山的謝貝利河上游處興建了梅爾卡瓦可那水壩，該水壩能夠產生15300萬瓦特的電力，為埃塞俄比亞最大型的水力發電廠。
謝貝利河流域近年的歷史則說明了此地飽受水患的侵害，據說當地在60年代以前，每隔一年就會該地區就會遭到洪水淹沒，60年代時則只有兩波較大的洪水，他們分別為1965年的西迪格薩列以及1966年的蘇古杜；到了70年代時，1978年的卡巴黑則為當時危害最大的洪水。在1996年時，洪水毀壞了埃塞俄比亞的三個轄區；1999年10月23日，河水於該日半夜無預警的氾濫，造成了卡拉佛（Kelafo）地區全部的117個部落有其中14個部落的房屋及農田都遭到嚴重摧毀，同時卡拉佛隔壁的穆斯塔希勒地區共46個部落中，也有29個部落受到了同樣的災害，據當地統計，共有34個人以及約750頭牲畜死亡，70,000個居民受洪水影響而需要外界的援助；另外兩個最近的洪水則為2003年的道斗，有約100頭的牲畜和119個人被洪水沖走，再來就是2005年4月時的洪水，約30,000個居民因洪水的淹沒而遭受圍困，此波洪水亦沖走了2,000頭駱駝及4,000頭幼豬，有些當地居民因此認為此為近40年來最大的洪水。
在2005年4月尾時，豪雨造成了索馬利大片地區淹大水，鄰近的埃塞俄比亞也連同遭受影響，最後還因此造成了謝貝利河河岸潰堤；同年5月，洪水所造成的災害光是索馬利地區就有超過100個人確定死亡，以及連同100,000人的財產受損，該波洪水亦摧毀了位於肯亞25,000索馬利難民的避難所。

## 外部連結
- ReliefWeb: Somalia Integrated Phase Classification Maps (as of Sep 2008)[]
- Somali Bantu - Their History and Culture: Land
- Bale Mountains National Park（页面存档备份，存于）
- Map of the Shebelle River basin at Water Resources eAtlas[]
- Hydropolitics in the Horn of Africa（页面存档备份，存于）
- "Ethiopia: Rains pound Somali region as death toll rises"（页面存档备份，存于）, IRIN, 5 May 2005
- "Floods plague Horn of Africa, wash away refugee shelters" - UN News（页面存档备份，存于）